# 12240 Droste-Hülshoff
12240 Droste-Hülshoff là một tiểu hành tinh vành đai chính với chu kỳ quỹ đạo là 1313.6369048 ngày (3.60 năm).
Nó được phát hiện ngày 13 tháng 8 năm 1988.